# Adriaen Paets (1697-1765)

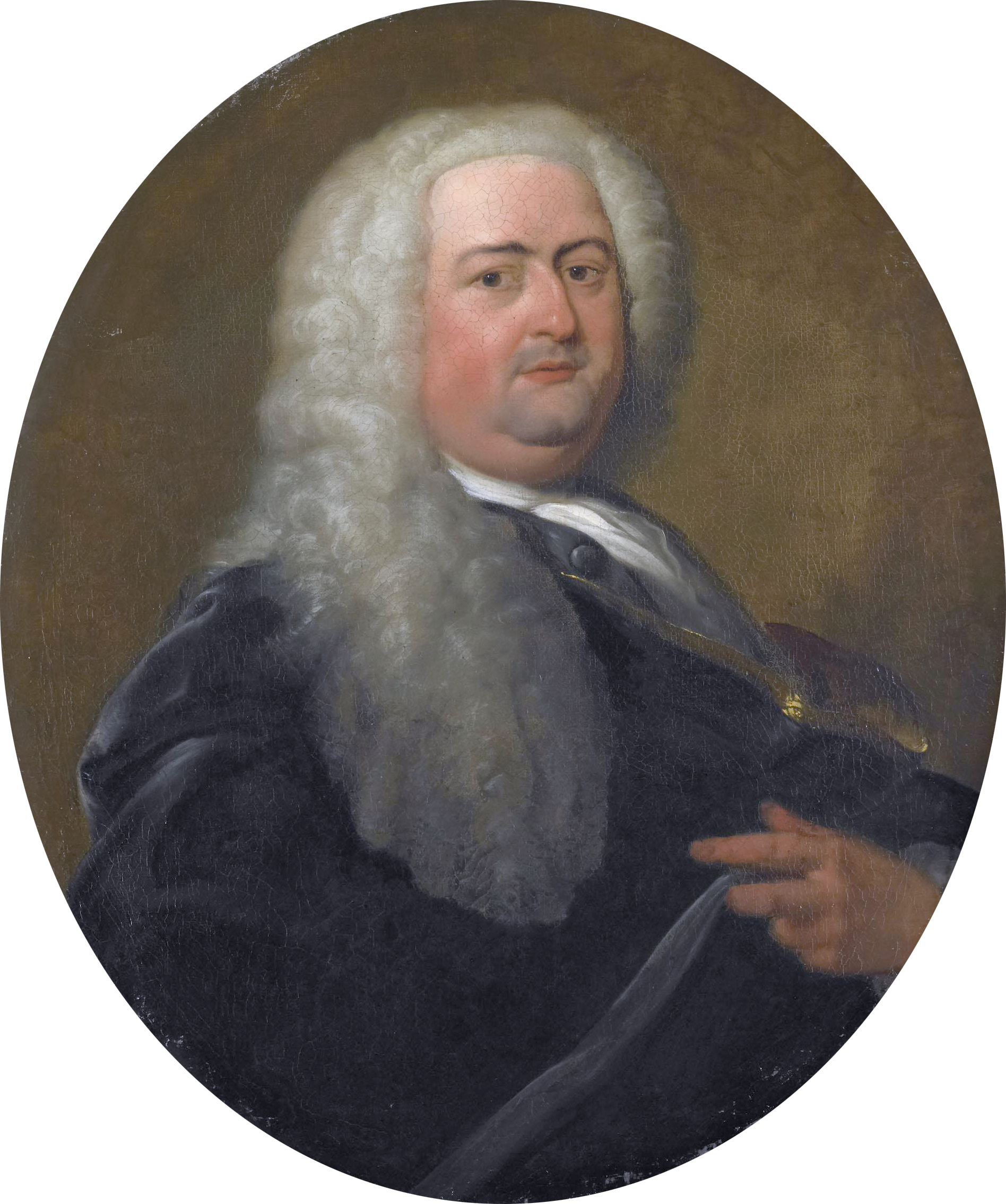
Adriaen Paets

Adriaen Paets (Rotterdam, 9 augustus 1697 (ged.) – idem, oktober 1765) was een Rotterdams regent, en bewindhebber van de VOC-Kamer te Rotterdam.

## Levensloop
Paets was de zoon van Mr. Adriaen Paets (1657-1712) en Catharina de Vries, en de kleinzoon van Adriaen Paets (1631-1686). Hij was geboren begin augustus 1697 en gedoopt in de Franse Kerk, later de Waalse Kerk, aan de Hoogstraat. 
Hij studeerde rechten aan de Universiteit van Leiden, waar hij op 16 september 1715 was ingeschreven. Drie jaar later op 22 september 1719 promoveerde hij aldaar op een proefschrift getiteld: De donationibus.
Op 4 februari 1734 werd Paets gekozen tot bewindhebber van de VOC-Kamer te Rotterdam als opvolger van Jacob Noorthey (1673-1733). Hij bleef hier in functie tot in het jaar 1765. In het jaar 1748-1749 was hij lid van de vroedschap van Rotterdam, waar hij op eigen verzoek was ontslagen. In 1748 was hij tevens weesmeester en gedeputeerde ter dagvaart  naar de vergadering van de Staten van Holland.
Paets woonde aan de Nieuwehaven. Hij had daar de beschikking over vier dienstboden, een koets en vier paarden. Hij bleef zelf ongehuwd.
Paets overleed in oktober 1765, en werd die maand op de 19e begraven in de Franse Kerk in de Hoogstraat.

## Schilderij
Het portret is van de hand van Dionys van Nijmegen, en is in 1765 vervaardigd. Het behoort tot een reeks portretten van bewindvoerders van de VOC te Rotterdam afkomstig uit het Oostindië-Huis aan de Boompjes; collectie Rijksmuseum Amsterdam.
Het portret heeft net als de rest van de serie een ovale vorm. Paets is er ten halve lijve weergegeven, waarbij hij zich aan rechts wend. Hij droeg een allongepruik, een pruik met krullen tot aan de schouders. Hij was gekleed in een donkerblauwe frac, een rokjas waarvan de rechter revers zichtbaar is. Er overheen hangt een donkere cravatte gedrapeerd met goud brokaat afgezet, die hij met zijn linkerhand vasthield.
Het portret hing oorspronkelijk in een groene boomstamlijst met vergulde kruisband en vergulde binnenlijst. Aan de bovenzijde bevond zich een verguld wapenschild, een aan de onderzijde een vergulde banderol met zwart opschrift.